# Remember That You Will Die
Remember That You Will Die (englisch für Sei dir der Sterblichkeit bewusst) ist das vierte Studioalbum der US-amerikanischen Progressive-Rock-Band Polyphia. Es erschien am 28. Oktober 2022 über Rise Records.

## Entstehung
Die Band begann im Jahre 2019 mit der Arbeit an ihrem vierten Studioalbum. Nachdem die drei bislang veröffentlichten Studioalbum ausschließlich instrumental waren, wurde die Band dieses Mal von ihrer Plattenfirma gebeten, eine Liste mit „Traumkollaborationen“ zusammenzustellen. Die meisten Wunschpartner sagten zu. Lediglich von Rick Ross erhielt die Band keine Antwort. Für das Lied All Falls Apart wurde eine Version mit Tilian Pearson von Dance Gavin Dance und Trippie Redd aufgenommen. Mit dem Resultat waren Polyphia nicht zufrieden, so dass eine Instrumentalversion verwendet wurde.
Das Album wurde in drei verschiedenen Studios in Los Angeles, Detroit und Texas aufgenommen. Ein Ziel der Aufnahmen war es, den organischen Klang des Metals durch das Gefühl von vorprogrammierten Beats aus dem Pop und Hip-Hop zu ersetzen. Schlagzeuger Clay Aeschliman baute für die Aufnahmen eine mit Teppichen ausgelegte „Höhle“, um sein Instrument sowie Perkussion aufzunehmen. Bei dem Lied Playing God verwendet Tim Henson eine akustische Gitarre, die er sich in Köln gekauft hat. Als Gastmusiker treten die Hip-Hop-Produzenten Brasstracks, der kanadische Keyboarder Anomalie, die Sängerin Sophia Black, der Emo-Rapper Killstation, die Rapper $not und Lil West, der Deftones-Sänger Chino Moreno und der Gitarrist Steve Vai auf. Sophia Black singt bei dem Lied ABC teilweise auf Japanisch.

## Veröffentlichung
Im Vorfeld veröffentlichte die Band mehrere Teaser, nach denen die Band im Jahre 2019 ein neues Album veröffentlichen werde. Nachdem einige Fans sich über die ständigen Teaser lustig machten brachten Polyphia ein T-Shirt heraus mit der Aufschrift „Das neue Album ist ein Mythos“. Kurze Zeit später löschte die Band ihre Kanäle in den Sozialen Medien und veröffentlichte am 11. Mai 2022 das Lied Playing God. Am 19. Juli 2022 folgte die zweite Single Nerotica. Die dritte Single ABC erschien am 2. September 2022. Gleichzeitig wurde die Titelliste des Albums veröffentlicht. Ego Death war am 29. September 2022 die vierte Single. Schließlich erschien am 3. November 2022 mit Chimera die fünfte und letzte Single. Für alle Singles wurden Musikvideos veröffentlicht, in denen die jeweiligen Gastmusiker zu sehen sind.

## Hintergrund
Die Idee zum Albumtitel hatte der Gitarrist Scott LaPage, als er während der Tournee mit Dance Gavin Dance im September 2021 per Google nach „coolen Phrasen“ suchte. Dabei stieß er auf den aus dem antiken Rom stammenden Ausdruck Memento mori. Nach einer erfolgreichen Schlacht wurde dem siegreichen Feldherren von einem Sklaven ununterbrochen mit diesen Worten gemahnt und an seine Sterblichkeit erinnert. Tim Henson ergänzte, dass es darum geht, „den Tag zu nutzen“ und „die Dinge zu erledigen, die erledigt werden müssen bevor man es nicht mehr kann“.

„Menschen ist die Unvermeidbarkeit des Todes bewusst und sie verwenden ihre limitierte Zeit damit, Dinge zu erfinden, die ewig existieren können. Künstler können durch ihre Vorstellung Dinge erschaffen, die ihr Vermächtnis weiterführen. Mit der Erfindung von Künstlicher Intelligenz und ihre Verwendung in der Kunst und der Technologie wird die Chance auszusterben geringer. Die Menschen finden Wege, um eine Brücke zwischen menschlichen Tendenzen und dem Denken eines Computers zu bauen. Beides zu verbinden ist das näheste, worin die Menschheit an die Unsterblichkeit herankommen. Der Albumtitel bezieht sich hierauf.“

## Rezeption

### Rezensionen
Harry A. Eaton vom Onlinemagazin Boolin Tunes schrieb, dass sich Polyphia mit ihrem neuen Album „ein weiteres Mal neu erfunden hätten“. In „einer Ära, in der selbst in progressive Subgenres eine Stagnation überhand nimmt, wären Polyphia eine Bastion der Originalität“. Eaton bewertete das Album mit neun von zehn Punkten. Laut Jonathan Schütz vom Magazin Visions „rechtfertigen Polyphia den Hype um sie, indem sie instrumentale Gitarrenmusik mal eben revolutionieren“. Remember That You Will Die wäre „ein sämtliche Genregrenzen sprengendes Manifest vierer Ausnahmemusiker“, wofür Schütz neun von zwölf Punkten vergab. Chris Tippell vom Onlinemagazin Ghost Cult hingegen kritisierte den „Mangel an Kohäsion“ zwischen den einzelnen Liedern und vergab sechs von zehn Punkten.

### Chartplatzierungen
Remember That You Will Die brachte für Polyphia die erste Chartplatzierung.
| ChartsChartplatzierungen       | Höchstplatzierung | Wochen |
| ------------------------------ | ----------------- | ------ |
| Vereinigte Staaten (Billboard) | 33 (1 Wo.)        | 1      |

### Bestenlisten
| Publikation       | Liste                                   | Werk                       | Platz    |
| ----------------- | --------------------------------------- | -------------------------- | -------- |
| Alternative Press | The 55 best albums of 2022              | Remember That You Will Die | J [ 11 ] |
| Guitar World      | The best guitar albums of 2022          | Remember That You Will Die | 1        |
| Guitar World      | The 10 best guitar riffs of 2022        | ABC                        | 4        |
| Loudwire          | The 50 Best Rock + Metal Albums of 2022 | Remember That You Will Die | J [ 14 ] |
| Loudwire          | The 50 Best Rock + Metal Songs of 2022  | Playing God                | 1        |
| Revolver          | 25 Best Albums of 2022                  | Remember That You Will Die | 21       |
| Rock Sound        | The Rock Sound Albums of 2022           | Remember That You Will Die | J [ 17 ] |